# دونكان جاي د. سميث
دونكان جاي د. سميث (بالإنجليزية: Duncan J. D. Smith)‏ هو مصور ومؤرخ بريطاني، ولد في 1 ديسمبر 1960 في شفيلد في المملكة المتحدة.